# KB Star Championship
Het KB Star Championship (Koreaans: KB스타챔피언십) is een jaarlijks golftoernooi voor vrouwen in Zuid-Korea, dat deel uitmaakt van de LPGA of Korea Tour. Het werd opgericht in 2006 en vindt sinds 2014 plaats op de Namchon Country Club in Gwangju.
Het wordt gespeeld in een strokeplay-formule van vier ronden (72-holes). Na de twee ronden, wordt de cut toegepast.

## Geschiedenis
Van 2006 tot en met 2009 moesten de golfsters via de KB Star Tour Tournament, een serie van golftoernooien van 54-holes, kwalificeren voor deze prestigieuze golftoernooi. In 2010 besloot de LPGA of Korea Tour om de kwalificatietoernooien af te schaffen. Het is sinds 2006 tevens een van de vier majors van de LPGA of Korea Tour.

## Winnaressen
| Jaar                                  | Golfbaan                              | Locatie                               | Winnares                              | Score                                 | Score                                 | Info                                           |
| KB Kookmin Bank Star Tour Grand Final | KB Kookmin Bank Star Tour Grand Final | KB Kookmin Bank Star Tour Grand Final | KB Kookmin Bank Star Tour Grand Final | KB Kookmin Bank Star Tour Grand Final | KB Kookmin Bank Star Tour Grand Final | KB Kookmin Bank Star Tour Grand Final          |
| ------------------------------------- | ------------------------------------- | ------------------------------------- | ------------------------------------- | ------------------------------------- | ------------------------------------- | ---------------------------------------------- |
| 2006                                  | Sebeunhilseu Golf Club                | Sebeunhilseu                          | Lim Eun-a                             | 281                                   | –7                                    |                                                |
| 2007                                  | Sky 72 Golf Club                      | Incheon                               | Cho Yeong-ran                         | 281                                   | –7                                    |                                                |
| 2008                                  | Sky 72 Golf Club                      | Incheon                               | Jiyai Shin po                         | 285                                   | –3                                    | Won de play-off van Choi He-yong en Ahn Sun-ju |
| 2009                                  | Sky 72 Golf Club                      | Incheon                               | Seo Hee-kyung                         | 272                                   | –16                                   |                                                |
| KB Kookmin Bank Star Tour             |                                       |                                       |                                       |                                       |                                       |                                                |
| 2010                                  | Sky 72 Golf Club                      | Incheon                               | Lee Bo-mee                            | 269                                   | –19                                   |                                                |
| KB Financial Star Championship        |                                       |                                       |                                       |                                       |                                       |                                                |
| 2011                                  | Sky 72 Golf Club                      | Incheon                               | Amy Yang                              | 274                                   | –14                                   |                                                |
| 2012                                  | Sky 72 Golf Club                      | Incheon                               | Jang Ha-na                            | 211                                   | –5                                    | 54-holes (weersomstandigheden)                 |
| 2013                                  | Sky 72 Golf Club                      | Incheon                               | Lee Seung-hyun                        | 281                                   | –7                                    |                                                |
| 2014                                  | Namchon Country Club                  | Gwangju                               | Kim Hyo-joo                           | 276                                   | –12                                   |                                                |

| Toernooirecord |  | po = winnares na play-off |

 Lotte Mart Women's Open ·
 Nexen Saint Nine Masters ·
 Edaily Ladies Open ·
 Woori Ladies Championship ·
 Doosan Match Play Championship ·
 E1 Charity Open ·
 Lotte Cantata Women's Open ·
 S-OIL Champions Invitational ·
 Korea Women's Open ·
 Kumho Tire Women's Open ·
 Jeju Samdasoo Masters ·
 Hanwha Finance Classic ·
 KyoChon Honey Ladies Open ·
 Nefs Masterpiece ·
 MBN Women's Open ·
 Charity High1 Resort Open ·
 YTN-Volvik Women's Open ·
 KLPGA Championship ·
 Daewoo Classic ·
 Pak Se-ri Invitational ·
 Hite Championship ·
 LPGA KEB-HanaBank Championship ·
 KB Star Championship ·
 Seoul Ladies Classic ·
 ADT CAPS Championship ·
 Chosun Ilbo Championship ·
 China Women's Open